# Greg Haddrick
Gregory Bevan "Greg" Haddrick (7 de septiembre de 1960 en Sídney) es un escritor y productor australiano conocido por sus participaciones en televisión.

## Biografía
Es hijo del reconocido actor australiano Ron Haddrick y de Margaret Lorraine Quigley, tiene una hermana Lynette Haddrick.

## Filmografía
- Productor.:

| Año  | Título                                          | Notas                                              |
| ---- | ----------------------------------------------- | -------------------------------------------------- |
| 2013 | Anzac Girls                                     | miniserie - productor ejecutivo                    |
| 2013 | Janet King                                      | productor ejecutivo                                |
| 2013 | Underbelly: Squizzy                             | episodio "Squizzy Steps Out" - productor ejecutivo |
| 2012 | Underbelly: Badness                             | 4 episodios - productor ejecutivo                  |
| 2012 | Tricky Business                                 | 13 episodios - productor ejecutivo                 |
| 2012 | Bikie Wars: Brothers in Arms                    | 6 episodios - productor ejecutivo                  |
| 2011 | Crownies                                        | 22 episodios - productor ejecutivo                 |
| 2011 | Cloudstreet                                     | 3 episodios - productor ejecutivo                  |
| 2011 | Underbelly Files: The Man Who Got Away          | productor ejecutivo                                |
| 2011 | Underbelly Files: Infiltration                  | productor ejecutivo                                |
| 2011 | Underbelly Files: Tell Them Lucifer Was Here    | productor ejecutivo                                |
| 2010 | Underbelly: The Golden Mile                     | 6 episodios - productor ejecutivo                  |
| 2009 | A Model Daughter: The Killing of Caroline Byrne | productor ejecutivo                                |
| 2008 | Underbelly                                      | 13 episodios - productor                           |
| 2008 | The Informant                                   | productor                                          |
| 2006 | The Society Murders                             | productor                                          |
| 2005 | Mary Bryant                                     | miniserie - productor                              |
| 2004 | Jessica                                         | productor asociado                                 |
| 2002 | MDA                                             | 22 episodios - productor                           |

- Escritor.:

| Año               | Título                           | Notas                                      |
| ----------------- | -------------------------------- | ------------------------------------------ |
| 2013              | Janet King                       | episodio "A Song of Experience" - escritor |
| 2012              | Tricky Business                  | 2 episodios - escritor                     |
| 2012              | Bikie Wars: Brothers in Arms     | episodio # 1.1 - escritor                  |
| 2011              | Crownies                         | 2 episodios - escritor                     |
| 2010              | Underbelly: The Golden Mile      | 2 episodios - escritor                     |
| 2009              | Underbelly: A Tale of Two Cities | episodio "Diamonds" - escritor             |
| 2009              | False Witness                    | escritor                                   |
| 2008              | Underbelly                       | 3 episodios - escritor                     |
| 2008              | The Informant                    | escritor                                   |
| 2006              | The Society Murders              | escritor                                   |
| 2002 - 2003, 2005 | MDA                              | 9 episodios - escritor                     |
| 2001              | My Husband My Killer             | escritor                                   |
| 2000              | The Magic Pudding                | escritor                                   |
| 2000              | Carnivale                        | escritor                                   |
| 1988 - 1999       | Home and Away                    | 57 episodios - escritor                    |
| 1998              | All Saints                       | episodio "Forget Me Not" - escritor        |
| 1995              | Mirror, Mirror                   | 20 episodios - escritor                    |
| 1994              | Blue Heelers                     | episodio "Apprehended Violence" - escritor |
| 1991              | All Together Now                 | episodio "Summer Holiday" - escritor       |
| 1990              | Family and Friends               | escritor                                   |
| 1984 - 1987       | Sons and Daughters               | 54 episodios - escritor                    |
| 1986              | The Flying Doctors               | escritor                                   |

- Editor.:

| Año  | Título                   | Notas                            |
| ---- | ------------------------ | -------------------------------- |
| 2000 | The Potato Factory       | miniserie - editor de scripts    |
| 1992 | The Miraculous Mellops 2 | 20 episodios - editor de scripts |
| 1991 | The Miraculous Mellops   | 20 episodios - editor de scripts |

## Premios y nominaciones
| Año  | Categoría                                                                                        | Premio        | Serie/Película    | Resultado |
| ---- | ------------------------------------------------------------------------------------------------ | ------------- | ----------------- | --------- |
| 2012 | Best Telefeature, Mini Series or Short Run Series (compartido con Brenda Pam)                    | AACTA Award   | Cloudstreet       | Nominado  |
| 2010 | Television Mini-series Adaptation (compartido con Peter Gawler, Kris Mrksa & Felicity Packard)   | AWGIE Award   | Underbelly        | Ganó      |
| 2009 | Most Outstanding Telemovie/Mini-Series (junto a Peter Andrikidis & Brenda Pam)                   | Logie Award   | Underbelly        | Nominado  |
| 2009 | Best Telefeature, Mini Series or Short Run Series (compartido con Peter Andrikidis)              | AFI Award     | False Witness     | Ganó      |
| 2008 | Copyright Agency Limited Peer Recognition Prize (compartido con Peter Gawler & Felicity Packard) | AWGIE Award   | Underbelly        | Ganó      |
| 2008 | Best Television Drama Series (compartido con Brenda Pam)                                         | AFI Award     | Underbelly        | Ganó      |
| 2008 | (Compartido con Peter Gawler & Felicity Packard)                                                 | Major Award   | Underbelly        | Ganó      |
| 2005 | Best Telefeature or Mini Series (compartido con Andrew Benson)                                   | AFI Award     | Mary Bryant       | Ganó      |
| 2005 | Best Screenplay in Television                                                                    | AFI Award     | MDA               | Nominado  |
| 2002 | Best Television Drama Series                                                                     | AFI Award     | MDA               | Nominado  |
| 2001 | Best Screenplay - Adapted (junto a Simon Hopkinson & Harry Cripps)                               | FCCA Award    | The Magic Pudding | Nominado  |
| 2000 | Best Screenplay Adapted From Another Source (junto a Harry Cripps & Simon Hopkinson)             | AFI Award     | The Magic Pudding | Nominado  |
| 2000 | Best Screenplay                                                                                  | Camério Award | Carnivale         | Ganó      |